# Deceia crevecoeuri
Deceia crevecoeuri is een vliegensoort uit de familie van de Lauxaniidae. De wetenschappelijke naam van de soort is voor het eerst geldig gepubliceerd in 1898 door Coquillett.